# قبة الألفية (بلد الوليد)
تقع قبة الألفية (Cúpula del Milenio) في بلد الوليد بإسبانيا، وهي مبنى متعدد الاستخدامات. تم تركيبها في البداية في سرقسطة لمعرض إكسبو 2008 الدولي، ثم استحوذ عليها مجلس مدينة بلد الوليد وافتتحت للجمهور في مايو 2011.

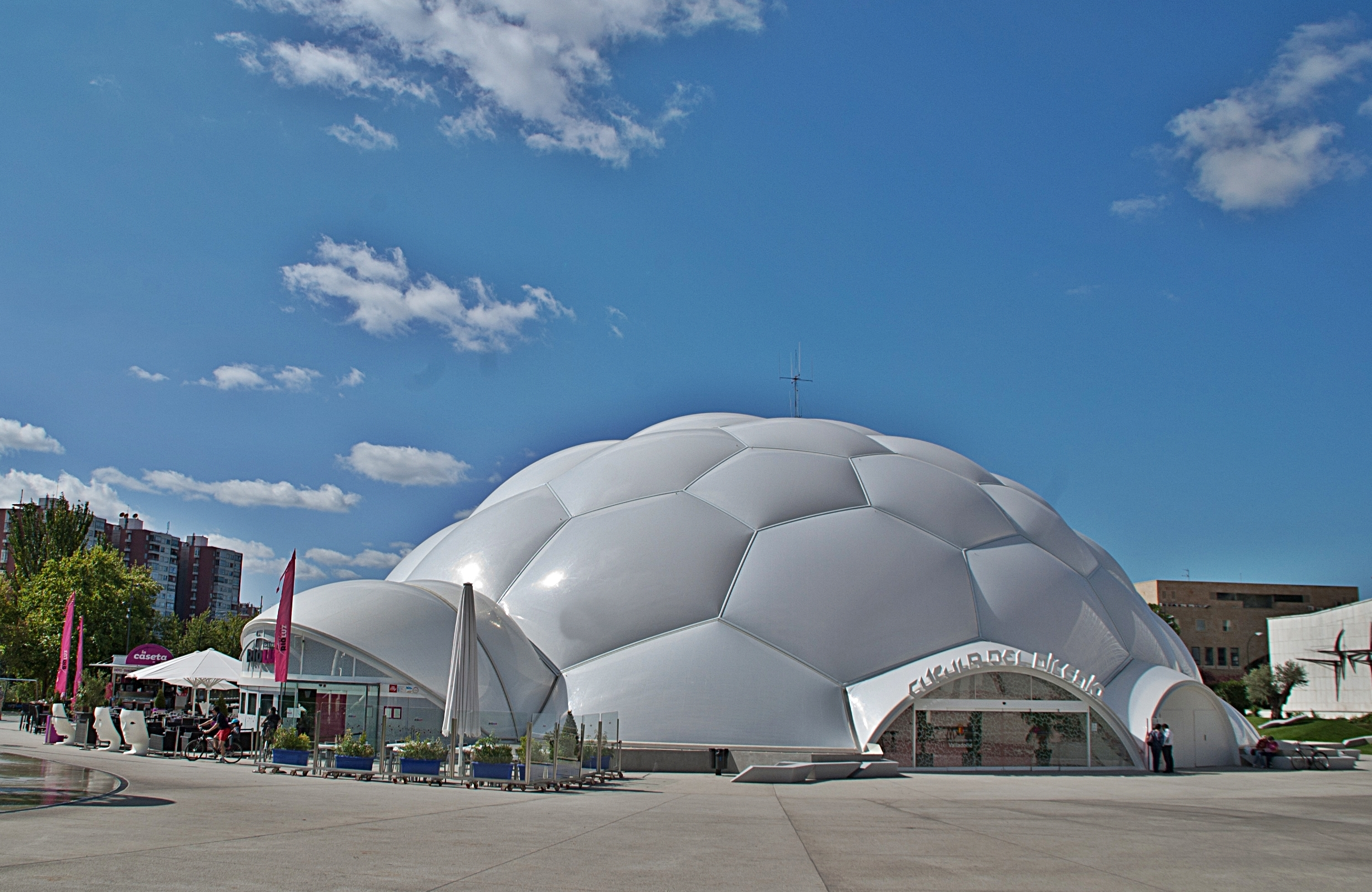
قبة الألفية في عام 2011.

الهيكل على شكل قبة، يغطي مساحة تقارب 1700 متر مربع، ومصنوع من مادة EFTE الشبيهة بالكريستال، وهي مقاومة ومتينة ومرنة. تم تصميم المبنى بشكل مستدام، حيث يلتقط 90% من ضوء الشمس للإضاءة الطبيعية وتنظيم درجة الحرارة. يستضيف المبنى أنشطة اجتماعية وثقافية متنوعة، بسعة 1250 شخصًا جلوسًا أو 2500 شخصًا وقوفًا، ويضم مرافق مثل مواقف السيارات تحت الأرض، ومسار للدراجات، ومطعم ومنطقة للأطفال.